# Parc des Sports (Avignon)
Het Parc des Sports is een voetbalstadion in de Franse stad Avignon. Het is de thuishaven van de voetbalclub Avenir Club Avignonnais en het heeft een capaciteit van 17.518 plaatsen na één renovatie.